# Magnetisch-Elektrischer Getriebe-Automat
Ein Magnetisch-Elektrischer Getriebe-Automat (MEGA) ist ein von Volkswagen entwickeltes und 2006 der Öffentlichkeit vorgestelltes elektrische Getriebe, das bislang (Stand: 2020) noch nicht zum Einsatz in einem Serienfahrzeug kam.

## Beschreibung
Es unterscheidet sich von seriellen Lösungen elektrischer Kraftübertragung (dieselelektrischer Antrieb und elektrische Welle) dadurch, dass Motor und Generator eine Einheit bilden und gemeinsam die Kupferwicklungen nur eines Stators benutzen.
Ein MEGA integriert in einem Gehäuse die elektronische Leistungssteuerung, Antriebsrotor, Abtriebsrotor und einen verschiebbaren gemeinsamen Stator. Die Auslegung auf hohes Drehmoment oder hohe Drehzahl kann variiert werden, indem die wirksamen Windungszahlen während des Betriebs durch das Verschieben des Stators verändert werden. So wird ein Wirkungsgrad von etwa 80 bis 90 Prozent über alle relevanten Übersetzungen erreicht. Mechanische Kupplungen entfallen. Nach Angaben des Entwicklers wird gegenüber einem Schaltgetriebe eine Kraftstoffeinsparung von etwa 10 Prozent erzielt. Die Entwicklung zur Serienreife steht noch aus.
Die Kombination zu einem Hybridantrieb war nicht Entwicklungsziel, wäre jedoch leicht zu erreichen gewesen und wurde als Direkthybrid bezeichnet.